# 公平分配博弈
公平分配博弈，是指为若干个分配者分配有限数量的资源时的博弈。当资源为一种物质又可分割时，分配将会很容易进行。但资源种类复杂、不可分，而分配者的喜好各不相同时，分配将会难以进行。例如将17头品种不同的活牛分给三个人。

## 解决方案
当资源可以分割时，有如下方法分配资源：
- 分配者-选择者：两人参与分配时适用，通俗的说就是分的人后拿。这样他为了不让对方选择多的那份，将会尽量均分资源。

- 单一分配者：三人时适用，由一人分配，剩下的人依次选择。若他们的选择不同，那么分配者再取得最后一份，分配结束。如果选择了同一份，那么分配者在未被选择的两份中随机选取一份，再让两名选择者按分配-选择者方案对剩下两份重新选择。

但這個方法在理論上有缺陷，因為它用到了 "隨機選取" 來顯現公平性。如果我們允許用隨機分配來解這個命題，則答案可以簡化為 "由一人分配，隨機分給三人；為了不讓自己拿到價值最差的一份，分配者必會完全公平。" 如此一來則失去了意義。

可否把 "隨機" 拿掉？改為由分配者自行選擇一份？答案是不行的。假設資源價值是12，分配者分成{1,5,6}三份。兩位選擇者都很理性地選擇了6那一份，而分配者就可以自行選取5那一份，大於他應得的4(=12 * 1/3)。因此可知單一分配者無法解決本命題。
- 单一选择者：另一种三人分配的方案，两名分配者先按分配-选择者方案将资源均分。然后各自将自己的资源分为三份，选择者从两人的资源中各取一份，分配结束。可以此類推分配至多人以上。

- 最後削減者：先決定眾人的順序後，由第一個人先切割一人份，之後由第二個人來裁定這一份的份量是否太大，如果太大，第二個人可以削減一些以達到他所認定的公平；如果太小或剛好，第二個人就同意通過。再由第三個人繼續裁定第二個人削減（或是直接通過）後的份量，以此類推。當所有人都裁定過後，這一份由最後一個對它做過削減的人取得並退出（如果都沒有人削減，那第一個人就是最後一個對它做過削減的人）。於是人數會減１，一直循環下去到２個人時即可回歸分配-選擇者方案。這個方法的公平性在於，每個人在裁定並決定削減時，都不會削減到（該人認定的）公平值以下，因為削減後的結果很可能回到自己身上；但也不可能讓該份量的價值在公平值以上，因為這樣會讓下一個人撿到便宜。所以理性行為便是每個人都會以自己的標準把該份量裁定削減到公平值。

但是，若用一般的「一人切蛋糕，另一人選」的方式，乍看之下好像很公平，但其實並不然，因為分蛋糕的人看來，兩塊蛋糕各有{\displaystyle {\frac {1}{2}}}的價值，但選蛋糕的人看來，兩塊蛋糕價值的差異可能很大，因此，選蛋糕的人往往能獲得超過{\displaystyle {\frac {1}{2}}}的價值，舉個例子來說，若楊丞琳和林依晨要分一塊有一半草莓、一半巧克力的蛋糕，楊丞琳（她只在意蛋糕的大小）在分蛋糕時，把草莓的部分分成一塊，巧克力的部分分成另一塊，但是，她並不知道，林依晨更偏愛巧克力一些，因此，林依晨就得了她認為超過{\displaystyle {\frac {1}{2}}}的價值，在此，較好的分法為，讓楊丞琳拿到全部的草莓以及一小部分的巧克力，林依晨則拿到剩餘的巧克力部分，這樣，兩人都會認為自己拿到超過{\displaystyle {\frac {1}{2}}}的價值。所以，若要真正公平，就必須先知道每個人的條件，但是，這在現實生活中，是很難做到的，考慮到分蛋糕的雙方爾虞我詐的可能性，實現絕對公平幾乎是不可能完成的任務。因此，我們只能退而求其次，給「公平」下一個大家普遍能接受的定義，在公平分割問題中，有一個最為根本的公平原則叫做「均衡分割」，它的意思就是，如果有n個人分蛋糕，則每個人都認為自己得到了整個蛋糕中至少{\displaystyle {\frac {1}{n}}}的價值，從這個角度來說，「一人切蛋糕，另一人選」的方式是公平的－－在資訊不對稱的場合中，獲得總價值的一半已經是很讓人滿意的結果了。

## 免嫉妒分割
免嫉妒分割是比公平分割還要更難的分割，譬如說：郭靜、張韶涵、范瑋琪三人要分蛋糕，但郭靜只在意蛋糕的大小，張韶涵只在意蛋糕上的巧克力個數，范瑋琪只在意蛋糕上的草莓個數，分配後的結果是3人各拿到{\displaystyle {\frac {1}{3}}}的蛋糕，但郭靜的蛋糕上什麼都沒有，張韶涵的蛋糕上有一塊巧克力和兩個草莓，范瑋琪的蛋糕上有兩塊巧克力和一個草莓。雖然每個人都認為自己各拿到了{\displaystyle {\frac {1}{3}}}的價值，但這種分法明顯是不恰當的－－張、范兩人會互相嫉妒。
兩人的免嫉妒分法很簡單，就讓一個人切蛋糕，而讓另一人先選。但是，若有三人時，該怎麼辦呢？
你或許會認為，可以讓郭靜把蛋糕切成相等的兩塊，讓張韶涵先選，郭靜自己後選，然後，兩人在各自把自己的那塊分成相等的三小塊，讓范瑋琪從兩人手中各挑一小塊，但是這樣會有個問題在：如果范瑋琪從張韶涵手中挑的那一小塊，剛好就是郭靜非常想要的，這樣，郭靜就會嫉妒她。
為了完全免於嫉妒，當有三個人時，以下是一個好方法：
假設郭靜、張韶涵、范瑋琪三人要分蛋糕，先讓郭靜把蛋糕切成她認為相等的三塊（設為A、B、C，在她眼中，A=B=C）。接下來輪到張韶涵，如果她認為三塊蛋糕中較大的兩塊（設為A及B）是一樣大的，她就不去碰任何一塊蛋糕；否則，假如說她覺得有一塊（設為A）比其他兩塊都大，她可以從這塊上面再切一小塊（設為D）下來，好讓剩餘的部分跟其餘兩塊中的較大塊（設為B，在張韶涵眼中，(A-D)=B≥C）大小相等。接著，依照范瑋琪、張韶涵、郭靜的順序依次選蛋糕（要分的蛋糕是(A-D)、B、C），但有一項限制，如果范瑋琪沒有選(A-D)，張韶涵就一定要選(A-D)。
此時，由於郭靜拿到的是B或C，而在她眼中，B=C≥(A-D)，所以，她沒有理由嫉妒別人；而張韶涵拿到的是(A-D)或B，而在她眼中，(A-D)=B≥C，所以她也不會去嫉妒其他人；而由於范瑋琪是第一個選蛋糕的人，她不可能去嫉妒別人，所以，第一步驟的問題解決了！
接下來，還要分蛋糕D（如果有的話），在張韶涵和范瑋琪中，一定有一人選了(A-D)，令此人為X，另一人為Y，讓Y來把D分成相等的三小塊，再依X、郭靜、Y的順序依次選蛋糕。由於X是第一個選的人，她不會去嫉妒別人；而由於郭靜比Y早選蛋糕，故她不會嫉妒Y；再者，她（指郭靜）也不會嫉妒X的，因為即使X擁有全部的蛋糕D，她總共擁有的蛋糕也只是(A-D)+D=A而已，而郭靜總共擁有的蛋糕≥B（或C），而在郭靜眼中，A=B=C；而由於Y是切蛋糕的人，在她看來哪塊都一樣，所以她也不會去嫉妒別人。分配就到此結束，皆大歡喜！
四人或以上的免嫉妒分割問題，至今仍無解。